# Anisostena trilineata
Anisostena trilineata es una especie de coleóptero de la familia Chrysomelidae. Fue descrita científicamente por primera vez en 1864 por Baly.